# Cheilopallene gigantea
Cheilopallene gigantea is een zeespin uit de familie Callipallenidae. De soort behoort tot het geslacht Cheilopallene. Cheilopallene gigantea werd in 1987 voor het eerst wetenschappelijk beschreven door Child. 